# Patricia Fara

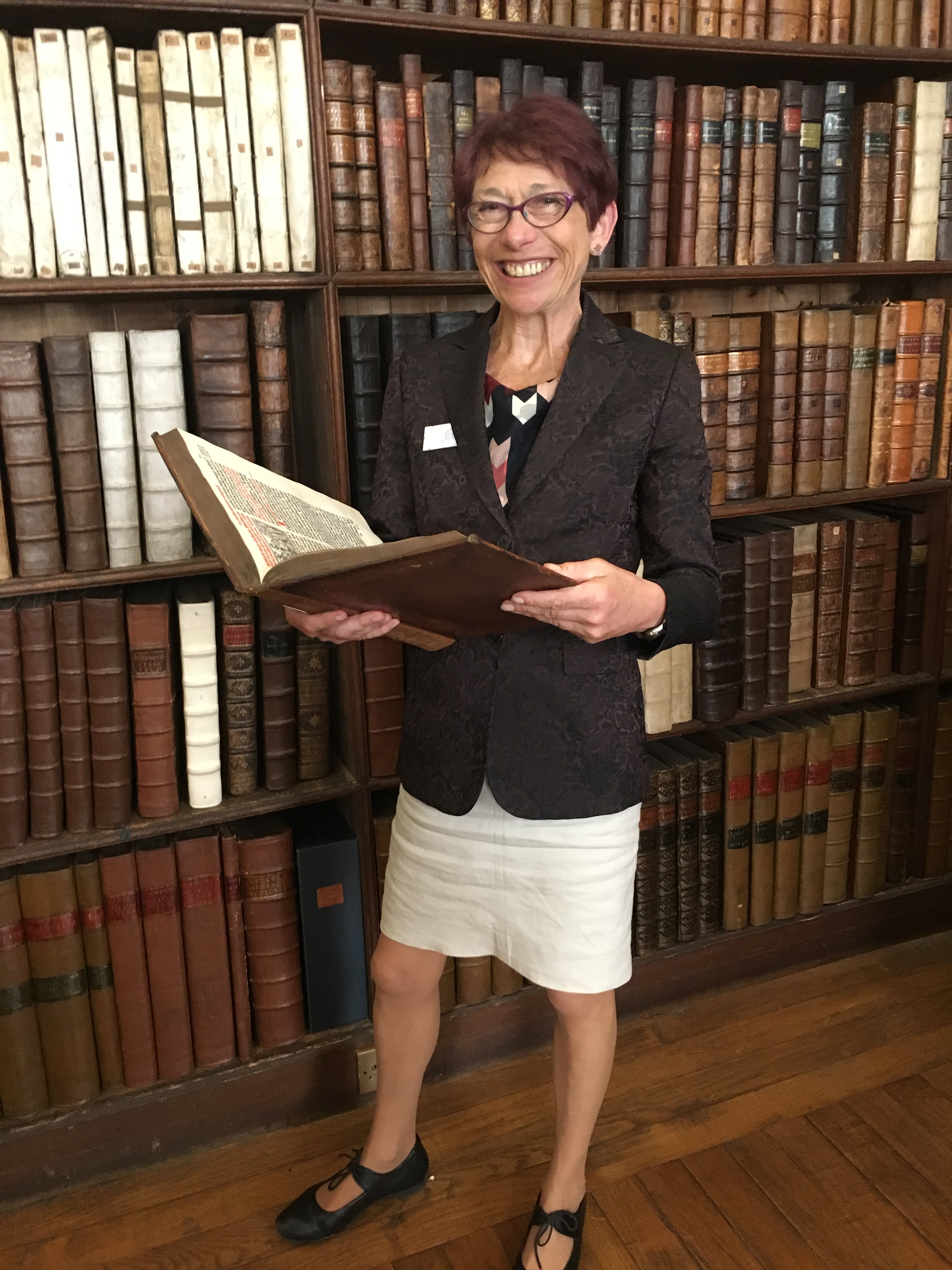
Patricia Fara 2018

Patricia Fara (* 1948) ist eine britische Wissenschaftshistorikerin.
Fara studierte Physik an der Universität Oxford mit dem Bachelor-Abschluss 1969 und wurde 1993 am Imperial College London in Wissenschaftsgeschichte promoviert mit einer Dissertation über Geschichte des Magnetismus in Großbritannien im 18. Jahrhundert. Danach war sie vier Jahre Junior Research Fellow am Darwin College der Universität Cambridge und ein Jahr am Max-Planck-Institut für Wissenschaftsgeschichte in Berlin. Sie war ab 1993 an der Universität Cambridge am Department for History and Philosophy of Science (HPS) und von 2006 bis 2015 Senior Tutor. Danach war sie Fellow des Clare College, an dem sie nun Emeritus Fellow ist und Director of Studies am HPS.
Fara befasst sich mit Geschichte der Naturwissenschaften und insbesondere der Physik. Von ihr stammen Bücher über die Wirkungsgeschichte von Isaac Newton und dessen Jahre in London nach seiner Zeit als aktiver Wissenschaftler in Cambridge, über Frauen in den Naturwissenschaften; so zum Beispiel im Zeitalter der Aufklärung und im Ersten Weltkrieg, Geschichte der Elektrizität und des Magnetismus im 18. Jahrhundert. Sie ist Verfasserin einer Geschichte der Naturwissenschaften (Science: A Four Thousand Year History 2009), die in neun Sprachen übersetzt wurde und 2011 den Dingle Preis der British Society for the History of Science erhielt.
2022 erhielt Fara den Abraham-Pais-Preis. Sie war 2016 bis 2018 Präsidentin der British Society for the History of Science, ist Fellow der Royal Historical Society und wurde 2016 Präsidentin der Antiquarian Horological Society.
Fara lieferte Beiträge für die Geschichts-Reihe In our time auf BBC Radio 4.

## Schriften
- Sympathetic Attractions: Magnetic Practices, Beliefs, and Symbolism in Eighteenth-century England, Princeton University Press 1996
- als Mitherausgeberin: The Changing World, Cambridge UP 1996
- als Mitherausgeberin: Memory, Cambridge UP 1998
- Newton: The Making of Genius, Macmillan 2002
- An Entertainment for Angels: Electricity in the Enlightenment, Duxford: Icon Books 2002
- Sex, Botany & Empire: The story of Carl Linnaeus and Joseph Banks, Duxford: Icon Books 2004
- Pandora's Breeches: Women, Science and Power in the Enlightenment, London: Pimlico 2004, Random House 2011
- Scientists Anonymous: Great Stories of Women in Science, Duxford: Wizard Books, 2005
- Fatal Attraction: Magnetic Mysteries of the Enlightenment, 2005
- Science: A Four Thousand Year History, Oxford UP 2009
  - deutsche Ausgabe: 4000 Jahre Wissenschaft, Spektrum Akademischer Verlag 2013, ISBN 978-3-82742-545-4.
- A Lab of One’s Own: Science and Suffrage in The First World War, Oxford UP 2017
- Life after Gravity: Isaac Newton’s London Career, Oxford UP 2021
- Erasmus Darwin, Oxford UP 2020